# Präsidentenlage
Die Präsidentenlage (auch Präsidentenrunde genannt) ist eine geheime, im Normalfall wöchentlich stattfindende Besprechung der aktuellen nationalen Sicherheitslage in Deutschland. Zweck des regelmäßigen Treffens im deutschen Bundeskanzleramt ist die Abstimmung der politischen Vorgehensweise zwischen den nationalen Sicherheitsbehörden und der Bundesregierung.
Das Gremium tagt jeweils dienstags im Lagezentrum im siebten Stock des Bundeskanzleramtes, im Anschluss an die Sitzung des Staatssekretärsausschusses für das geheime Nachrichtenwesen und die Sicherheit (auch ND-Lage für Nachrichtendienstliche Lage genannt).
An der Präsidentenlage nehmen der Bundesinnenminister, die Präsidenten der Nachrichtendienste des Bundes, des BKA sowie der Koordinator der Nachrichtendienste des Bundes und die wichtigsten Staatssekretäre teil. Nur bei Bedarf werden auch Vertreter anderer Ministerien hinzugezogen.
Geleitet werden ND-Lage und Präsidentenlage jeweils vom Chef des Bundeskanzleramtes. Er ist damit auch der Verantwortliche für die Beschlüsse der Präsidentenlage.
Die Bundestagsfraktion von Bündnis 90/Die Grünen forderte im Jahr 2007, dass im Gegensatz zur bisherigen Praxis künftig alle Vorfälle, die in der Präsidentenlage erörtert werden, auch dem Parlamentarischen Kontrollgremium vorgelegt werden. Anlass war die Diskussion um die in diesem Gremium wiederholt beratenen Fälle Khaled al-Masri und Murat Kurnaz. Dieser Antrag wurde jedoch schon im Innenausschuss mit den Stimmen der Fraktionen der CDU/CSU und SPD abgelehnt.

In der Eingangserklärung des Bundesministers des Auswärtigen und ehemaligen Chefs des Bundeskanzleramtes, Frank-Walter Steinmeier, der Sitzung des 1. Untersuchungsausschusses der 16. Wahlperiode des Deutschen Bundestages (über den Fall El-Masri) am Donnerstag, 14. Dezember 2006, heißt es: 

„Im Zentrum dieser Besprechungen […] steht die Abwehr von Gefahren für unser Land. Wir diskutieren dort nach vorn gerichtet, also: Was tut sich Neues? Wo müssen wir aufpassen, wo vielleicht auch Strukturen verbessern, gerade mit Blick auf mögliche terroristische Aktivitäten? […] Die juristische Aufarbeitung von Einzelfällen […] an denen nichts mehr zu ändern ist, ist für die so genannte Präsidentenrunde in aller Regel kein Thema. Das klingt möglicherweise hart, aber so war es und so ist es, wenn ich richtig informiert bin, auch heute.“